# Kentish Royal Legend
La Kentish Royal Legend (letteralmente: Leggenda reale del Kent) è un insieme di diversi testi medioevali databili tra l'undicesimo e il dodicesimo secolo che descrive un vasto numero di membri della famiglia reale del regno anglosassone del Kent dal settimo all'ottavo secolo. Le vicende principali narrate nei testi includono la discendenza di Etelberto I nelle quattro generazioni a lui successive, la fondazione di diversi monasteri, primo fra tutti quello di Minster-in-Thanet, e la vita di un gran numero di santi, compreso il destino delle loro reliquie. Sebbene l'insieme dei vari testi sia descritto come una leggenda, anche in virtù dei molti episodi inverosimili in esso contenuti, va comunque notato come esso si collochi in un contesto storico ben delineato e definito.

## La leggenda

### Etelberto I e i suoi discendenti
Quasi tutti i testi sopraccitati iniziano descrivendo come Etelberto I (che diventerà il primo re cristiano d'Inghilterra e che sarà canonizzato dopo la morte) sia stato battezzato da sant'Agostino di Canterbury, sbarcato sull'isola come inviato di papa Gregorio I nel 597. Tutti i testi procedono quindi descrivendo la genealogia della casa reale del Kent a partire da Etelberto I, includendo non solo i suoi diretti discendenti ma anche le famiglie delle persone (di solito principi o principesse dei vai reami anglosassoni) con cui alcuni dei discendenti di Etelberto si sposarono. L'albero genealogico sotto riportato è ricavato dalla combinazione dei vari alberi presenti nei diversi scritti.
|                           |                           |                           |                           |                               |                               |                               |                               |                               |                               |                          |                          |                           |                           |                           |                           |                           |                           |                       |                       |                       |                       |                  |                  |                          |                          |                          |                          |                          |                          |                |                | Santo Etelberto I          | Santo Etelberto I          | Santo Etelberto I          | Santo Etelberto I          | Santo Etelberto I          | Santo Etelberto I          |                 |                 | Santa Bertha                 | Santa Bertha                 | Santa Bertha                 | Santa Bertha                 | Santa Bertha                 | Santa Bertha                 |            |            |                          |                          |                          |                          |                          |                          |           |           |           |           |        |        |        |        |
|                           |                           |                           |                           |                               |                               |                               |                               |                               |                               |                          |                          |                           |                           |                           |                           |                           |                           |                       |                       |                       |                       |                  |                  |                          |                          |                          |                          |                          |                          |                |                | Santo Etelberto I          | Santo Etelberto I          | Santo Etelberto I          | Santo Etelberto I          | Santo Etelberto I          | Santo Etelberto I          |                 |                 | Santa Bertha                 | Santa Bertha                 | Santa Bertha                 | Santa Bertha                 | Santa Bertha                 | Santa Bertha                 |            |            |                          |                          |                          |                          |                          |                          |           |           |           |           |        |        |        |        |
|                           |                           |                           |                           |                               |                               |                               |                               |                               |                               |                          |                          |                           |                           |                           |                           |                           |                           |                       |                       |                       |                       |                  |                  |                          |                          |                          |                          |                          |                          |                |                |                            |                            |                            |                            |                            |                            |                 |                 |                              |                              |                              |                              |                              |                              |            |            |                          |                          |                          |                          |                          |                          |           |           |           |           |        |        |        |        |
|                           |                           |                           |                           |                               |                               |                               |                               |                               |                               |                          |                          |                           |                           |                           |                           |                           |                           |                       |                       |                       |                       |                  |                  |                          |                          |                          |                          |                          |                          |                |                |                            |                            |                            |                            |                            |                            |                 |                 |                              |                              |                              |                              |                              |                              |            |            |                          |                          |                          |                          |                          |                          |           |           |           |           |        |        |        |        |
|                           |                           |                           |                           | Anna re dell'Anglia orientale | Anna re dell'Anglia orientale | Anna re dell'Anglia orientale | Anna re dell'Anglia orientale | Anna re dell'Anglia orientale | Anna re dell'Anglia orientale |                          |                          | Santa Ereswida            | Santa Ereswida            | Santa Ereswida            | Santa Ereswida            | Santa Ereswida            | Santa Ereswida            |                       |                       |                       |                       |                  |                  | Edvino re di Northumbria | Edvino re di Northumbria | Edvino re di Northumbria | Edvino re di Northumbria | Edvino re di Northumbria | Edvino re di Northumbria |                |                | Santa Etelburga            | Santa Etelburga            | Santa Etelburga            | Santa Etelburga            | Santa Etelburga            | Santa Etelburga            |                 |                 | Eadbaldo re del Kent         | Eadbaldo re del Kent         | Eadbaldo re del Kent         | Eadbaldo re del Kent         | Eadbaldo re del Kent         | Eadbaldo re del Kent         |            |            | Emma                     | Emma                     | Emma                     | Emma                     | Emma                     | Emma                     |           |           |           |           |        |        |        |        |
|                           |                           |                           |                           | Anna re dell'Anglia orientale | Anna re dell'Anglia orientale | Anna re dell'Anglia orientale | Anna re dell'Anglia orientale | Anna re dell'Anglia orientale | Anna re dell'Anglia orientale |                          |                          | Santa Ereswida            | Santa Ereswida            | Santa Ereswida            | Santa Ereswida            | Santa Ereswida            | Santa Ereswida            |                       |                       |                       |                       |                  |                  | Edvino re di Northumbria | Edvino re di Northumbria | Edvino re di Northumbria | Edvino re di Northumbria | Edvino re di Northumbria | Edvino re di Northumbria |                |                | Santa Etelburga            | Santa Etelburga            | Santa Etelburga            | Santa Etelburga            | Santa Etelburga            | Santa Etelburga            |                 |                 | Eadbaldo re del Kent         | Eadbaldo re del Kent         | Eadbaldo re del Kent         | Eadbaldo re del Kent         | Eadbaldo re del Kent         | Eadbaldo re del Kent         |            |            | Emma                     | Emma                     | Emma                     | Emma                     | Emma                     | Emma                     |           |           |           |           |        |        |        |        |
|                           |                           |                           |                           |                               |                               |                               |                               |                               |                               |                          |                          |                           |                           |                           |                           |                           |                           |                       |                       |                       |                       |                  |                  |                          |                          |                          |                          |                          |                          |                |                |                            |                            |                            |                            |                            |                            |                 |                 |                              |                              |                              |                              |                              |                              |            |            |                          |                          |                          |                          |                          |                          |           |           |           |           |        |        |        |        |
|                           |                           |                           |                           |                               |                               |                               |                               |                               |                               |                          |                          |                           |                           |                           |                           |                           |                           |                       |                       |                       |                       |                  |                  |                          |                          |                          |                          |                          |                          |                |                |                            |                            |                            |                            |                            |                            |                 |                 |                              |                              |                              |                              |                              |                              |            |            |                          |                          |                          |                          |                          |                          |           |           |           |           |        |        |        |        |
| Egfrido re di Northumbria | Egfrido re di Northumbria | Egfrido re di Northumbria | Egfrido re di Northumbria | Egfrido re di Northumbria     | Egfrido re di Northumbria     |                               |                               | Santa Eteldreda di Ely        | Santa Eteldreda di Ely        | Santa Eteldreda di Ely   | Santa Eteldreda di Ely   | Santa Eteldreda di Ely    | Santa Eteldreda di Ely    |                           |                           | Santa Vitburga di Ely     | Santa Vitburga di Ely     | Santa Vitburga di Ely | Santa Vitburga di Ely | Santa Vitburga di Ely | Santa Vitburga di Ely |                  |                  | Santa Sexburga di Ely    | Santa Sexburga di Ely    | Santa Sexburga di Ely    | Santa Sexburga di Ely    | Santa Sexburga di Ely    | Santa Sexburga di Ely    |                |                | Eorcenberht re Kent        | Eorcenberht re Kent        | Eorcenberht re Kent        | Eorcenberht re Kent        | Eorcenberht re Kent        | Eorcenberht re Kent        |                 |                 | Santa Eanswida di Folkestone | Santa Eanswida di Folkestone | Santa Eanswida di Folkestone | Santa Eanswida di Folkestone | Santa Eanswida di Folkestone | Santa Eanswida di Folkestone |            |            | Eormenredo ? re del Kent | Eormenredo ? re del Kent | Eormenredo ? re del Kent | Eormenredo ? re del Kent | Eormenredo ? re del Kent | Eormenredo ? re del Kent |           |           | Oslafa    | Oslafa    | Oslafa | Oslafa | Oslafa | Oslafa |
| Egfrido re di Northumbria | Egfrido re di Northumbria | Egfrido re di Northumbria | Egfrido re di Northumbria | Egfrido re di Northumbria     | Egfrido re di Northumbria     |                               |                               | Santa Eteldreda di Ely        | Santa Eteldreda di Ely        | Santa Eteldreda di Ely   | Santa Eteldreda di Ely   | Santa Eteldreda di Ely    | Santa Eteldreda di Ely    |                           |                           | Santa Vitburga di Ely     | Santa Vitburga di Ely     | Santa Vitburga di Ely | Santa Vitburga di Ely | Santa Vitburga di Ely | Santa Vitburga di Ely |                  |                  | Santa Sexburga di Ely    | Santa Sexburga di Ely    | Santa Sexburga di Ely    | Santa Sexburga di Ely    | Santa Sexburga di Ely    | Santa Sexburga di Ely    |                |                | Eorcenberht re Kent        | Eorcenberht re Kent        | Eorcenberht re Kent        | Eorcenberht re Kent        | Eorcenberht re Kent        | Eorcenberht re Kent        |                 |                 | Santa Eanswida di Folkestone | Santa Eanswida di Folkestone | Santa Eanswida di Folkestone | Santa Eanswida di Folkestone | Santa Eanswida di Folkestone | Santa Eanswida di Folkestone |            |            | Eormenredo ? re del Kent | Eormenredo ? re del Kent | Eormenredo ? re del Kent | Eormenredo ? re del Kent | Eormenredo ? re del Kent | Eormenredo ? re del Kent |           |           | Oslafa    | Oslafa    | Oslafa | Oslafa | Oslafa | Oslafa |
|                           |                           |                           |                           |                               |                               |                               |                               |                               |                               |                          |                          |                           |                           |                           |                           |                           |                           |                       |                       |                       |                       |                  |                  |                          |                          |                          |                          |                          |                          |                |                |                            |                            |                            |                            |                            |                            |                 |                 |                              |                              |                              |                              |                              |                              |            |            |                          |                          |                          |                          |                          |                          |           |           |           |           |        |        |        |        |
|                           |                           |                           |                           |                               |                               |                               |                               |                               |                               |                          |                          |                           |                           |                           |                           |                           |                           |                       |                       |                       |                       |                  |                  |                          |                          |                          |                          |                          |                          |                |                |                            |                            |                            |                            |                            |                            |                 |                 |                              |                              |                              |                              |                              |                              |            |            |                          |                          |                          |                          |                          |                          |           |           |           |           |        |        |        |        |
| Wulfhere re di Mercia     | Wulfhere re di Mercia     | Wulfhere re di Mercia     | Wulfhere re di Mercia     | Wulfhere re di Mercia         | Wulfhere re di Mercia         |                               |                               | Santa Ermenegilda di Ely      | Santa Ermenegilda di Ely      | Santa Ermenegilda di Ely | Santa Ermenegilda di Ely | Santa Ermenegilda di Ely  | Santa Ermenegilda di Ely  |                           |                           | Santa Eorcongota          | Santa Eorcongota          | Santa Eorcongota      | Santa Eorcongota      | Santa Eorcongota      | Santa Eorcongota      |                  |                  | Egberto re del Kent      | Egberto re del Kent      | Egberto re del Kent      | Egberto re del Kent      | Egberto re del Kent      | Egberto re del Kent      |                |                | Hlotthere re del Kent      | Hlotthere re del Kent      | Hlotthere re del Kent      | Hlotthere re del Kent      | Hlotthere re del Kent      | Hlotthere re del Kent      |                 |                 |                              |                              |                              |                              |                              |                              |            |            |                          |                          |                          |                          |                          |                          |           |           |           |           |        |        |        |        |
| Wulfhere re di Mercia     | Wulfhere re di Mercia     | Wulfhere re di Mercia     | Wulfhere re di Mercia     | Wulfhere re di Mercia         | Wulfhere re di Mercia         |                               |                               | Santa Ermenegilda di Ely      | Santa Ermenegilda di Ely      | Santa Ermenegilda di Ely | Santa Ermenegilda di Ely | Santa Ermenegilda di Ely  | Santa Ermenegilda di Ely  |                           |                           | Santa Eorcongota          | Santa Eorcongota          | Santa Eorcongota      | Santa Eorcongota      | Santa Eorcongota      | Santa Eorcongota      |                  |                  | Egberto re del Kent      | Egberto re del Kent      | Egberto re del Kent      | Egberto re del Kent      | Egberto re del Kent      | Egberto re del Kent      |                |                | Hlotthere re del Kent      | Hlotthere re del Kent      | Hlotthere re del Kent      | Hlotthere re del Kent      | Hlotthere re del Kent      | Hlotthere re del Kent      |                 |                 |                              |                              |                              |                              |                              |                              |            |            |                          |                          |                          |                          |                          |                          |           |           |           |           |        |        |        |        |
|                           |                           |                           |                           |                               |                               |                               |                               |                               |                               |                          |                          |                           |                           |                           |                           |                           |                           |                       |                       |                       |                       |                  |                  |                          |                          |                          |                          |                          |                          |                |                |                            |                            |                            |                            |                            |                            |                 |                 |                              |                              |                              |                              |                              |                              |            |            |                          |                          |                          |                          |                          |                          |           |           |           |           |        |        |        |        |
|                           |                           |                           |                           |                               |                               |                               |                               |                               |                               |                          |                          |                           |                           |                           |                           |                           |                           |                       |                       |                       |                       |                  |                  |                          |                          |                          |                          |                          |                          |                |                |                            |                            |                            |                            |                            |                            |                 |                 |                              |                              |                              |                              |                              |                              |            |            |                          |                          |                          |                          |                          |                          |           |           |           |           |        |        |        |        |
|                           |                           |                           |                           |                               |                               |                               |                               |                               |                               |                          |                          | Merewalh re del Magonsete | Merewalh re del Magonsete | Merewalh re del Magonsete | Merewalh re del Magonsete | Merewalh re del Magonsete | Merewalh re del Magonsete |                       |                       | Santa Domne Eafe      | Santa Domne Eafe      | Santa Domne Eafe | Santa Domne Eafe | Santa Domne Eafe         | Santa Domne Eafe         |                          |                          | Santo Etelredo           | Santo Etelredo           | Santo Etelredo | Santo Etelredo | Santo Etelredo             | Santo Etelredo             |                            |                            | Santo Etelberto            | Santo Etelberto            | Santo Etelberto | Santo Etelberto | Santo Etelberto              | Santo Etelberto              |                              |                              | Ermenburga                   | Ermenburga                   | Ermenburga | Ermenburga | Ermenburga               | Ermenburga               |                          |                          | Ermengida                | Ermengida                | Ermengida | Ermengida | Ermengida | Ermengida |        |        |        |        |
|                           |                           |                           |                           |                               |                               |                               |                               |                               |                               |                          |                          | Merewalh re del Magonsete | Merewalh re del Magonsete | Merewalh re del Magonsete | Merewalh re del Magonsete | Merewalh re del Magonsete | Merewalh re del Magonsete |                       |                       | Santa Domne Eafe      | Santa Domne Eafe      | Santa Domne Eafe | Santa Domne Eafe | Santa Domne Eafe         | Santa Domne Eafe         |                          |                          | Santo Etelredo           | Santo Etelredo           | Santo Etelredo | Santo Etelredo | Santo Etelredo             | Santo Etelredo             |                            |                            | Santo Etelberto            | Santo Etelberto            | Santo Etelberto | Santo Etelberto | Santo Etelberto              | Santo Etelberto              |                              |                              | Ermenburga                   | Ermenburga                   | Ermenburga | Ermenburga | Ermenburga               | Ermenburga               |                          |                          | Ermengida                | Ermengida                | Ermengida | Ermengida | Ermengida | Ermengida |        |        |        |        |
|                           |                           |                           |                           |                               |                               |                               |                               |                               |                               |                          |                          |                           |                           |                           |                           |                           |                           |                       |                       |                       |                       |                  |                  |                          |                          |                          |                          |                          |                          |                |                |                            |                            |                            |                            |                            |                            |                 |                 |                              |                              |                              |                              |                              |                              |            |            |                          |                          |                          |                          |                          |                          |           |           |           |           |        |        |        |        |
|                           |                           |                           |                           |                               |                               |                               |                               |                               |                               |                          |                          |                           |                           |                           |                           |                           |                           |                       |                       |                       |                       |                  |                  |                          |                          |                          |                          |                          |                          |                |                |                            |                            |                            |                            |                            |                            |                 |                 |                              |                              |                              |                              |                              |                              |            |            |                          |                          |                          |                          |                          |                          |           |           |           |           |        |        |        |        |
|                           |                           |                           |                           | Santa Werburga di Hanbury     | Santa Werburga di Hanbury     | Santa Werburga di Hanbury     | Santa Werburga di Hanbury     | Santa Werburga di Hanbury     | Santa Werburga di Hanbury     |                          |                          |                           |                           |                           |                           | Merefin                   | Merefin                   | Merefin               | Merefin               | Merefin               | Merefin               |                  |                  | Santa Mildred            | Santa Mildred            | Santa Mildred            | Santa Mildred            | Santa Mildred            | Santa Mildred            |                |                | Santa Mildburga di Wenlock | Santa Mildburga di Wenlock | Santa Mildburga di Wenlock | Santa Mildburga di Wenlock | Santa Mildburga di Wenlock | Santa Mildburga di Wenlock |                 |                 | Santa Mildgita               | Santa Mildgita               | Santa Mildgita               | Santa Mildgita               | Santa Mildgita               | Santa Mildgita               |            |            |                          |                          |                          |                          |                          |                          |           |           |           |           |        |        |        |        |

### Fondazione dell'abbazia a Minster-in-Thanet

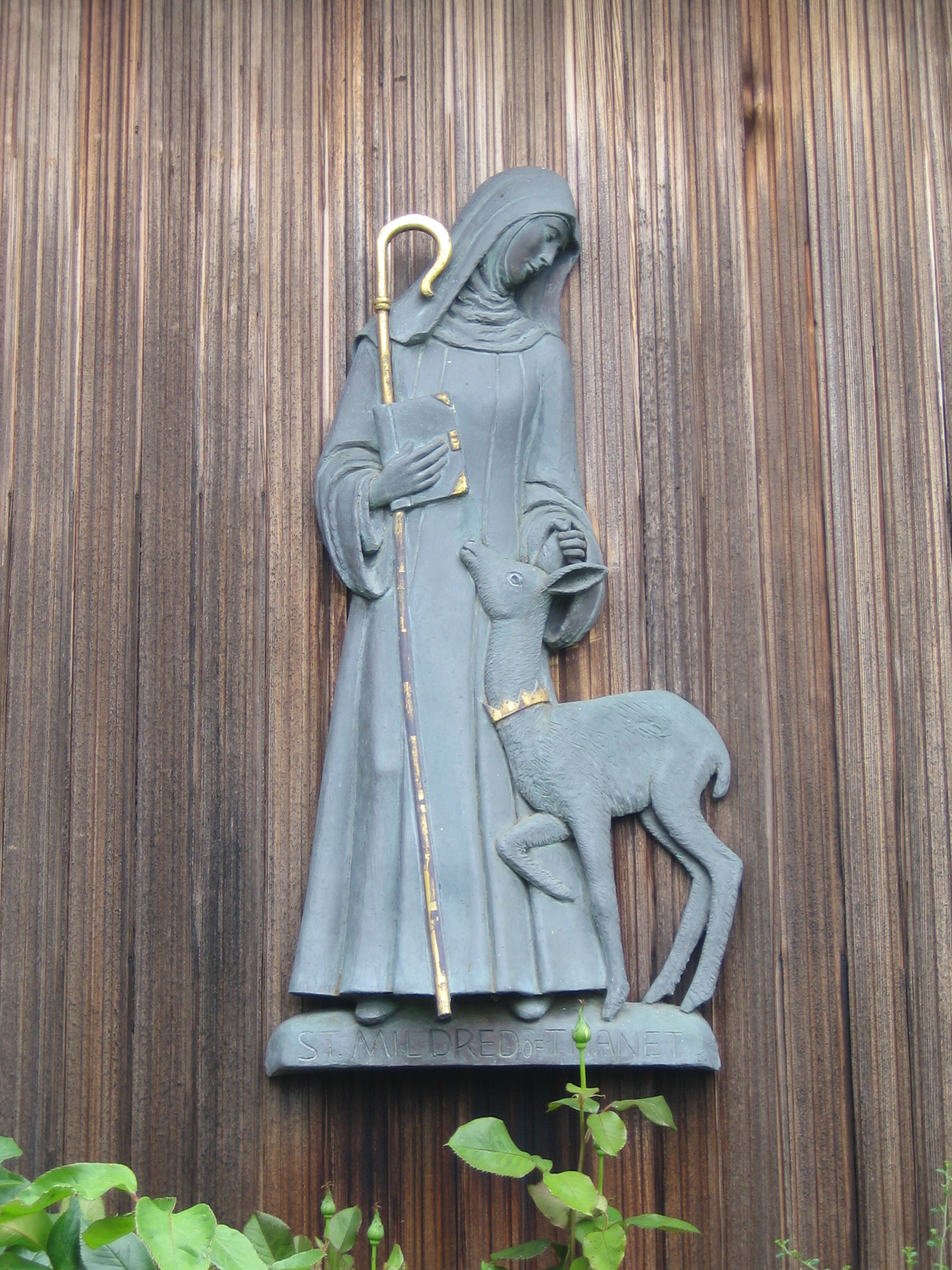
Una scultura di Concordia Scott che rappresenta Santa Mildred e la cerva protagonista della storia della fondazione.

L'argomento centrale di molte versioni della Kentish Royal Legend è il racconto dell'assassinio di due giovani principi, la terra data come guidrigildo alla loro sorella Domne Eafe (poi conosciuta come santa Ermenburga) e su cui essa costruì un'abbazia e la vita della seconda badessa di quest'abbazia, Mildred. Sebbene le diverse versioni della leggenda differiscano in alcuni dettagli, gli elementi comuni sono molteplici:
Domne Eafe, figlia di Eormenred, un re del Kent, andò in sposa a Merewalh, re del Magonsete, un sub-regno del regno di Mercia, da cui ebbe un figlio maschio, Merefin (che, morto in tenera età, viene descritto come "Il sacro fanciullo") e tre figlie femmine. Alla morte di Eormenred, i suoi due figli più piccoli, Etelberto ed Etelredo, fratelli di Domne Eafe, furono affidati a Eorcenberht, fratello maggiore di Eormenred (assieme al quale, forse, aveva regnato), che si prese cura dei due fanciulli fino alla morte. Dopo Eorcenberht, salì al trono suo figlio Egberto che, istigato dal conte Thunor, suo consigliere, il quale temeva una futura pretesa del trono da parte dei due fratelli, fece uccidere i due fanciulli dallo stesso Thunor (secondo alcune versioni Egberto diede personalmente l'ordine mentre secondo altre semplicemente non si oppose all'iniziativa di Thunor) il quale poi seppellì i due cadaveri sotto il trono nella residenza reale di Eastry.
Poiché nessuno riusciva a trovare i corpi dei due principi, adorati da tutto il popolo, una misteriosa luce illuminò dal cielo, rivelandolo a tutti, il luogo della sepoltura dei fanciulli (secondo alcune versioni, invece, i vestiti del re prendevano fuoco ogni volta che esso provava a sedersi sul trono sotto cui giacevano i corpi e questo fece insospettire gli astanti). Il re, allora, sopraffatto dal rimorso e dal dolore, ammise la sua colpevolezza davanti a tutta la sua corte (secondo i testi dell'abbazia di Ramsey, invece, scoprì quanto accaduto da una confessione di Thunor) e, al fine di evitare la faida famigliare che l'omicidio avrebbe innescato, acconsentì a pagare un guidrigildo per i fanciulli assassinati. Domne Eafe desiderava 48 hide (all'incirca 100 ettari) di terra sull'isola di Thanet (che in realtà è una penisola) per edificarvi un'abbazia e chiese quindi di poter ottenere la terra che la sua cerva avesse circoscritto in un giro di un giorno, fiduciosa che l'animale non l'avrebbe delusa. L'incredibile risultato, sia esso stato dovuto ad un intervento divino (come la maggior parte dei testi sembrano sottintendere) o al fatto che la cerva fu guidata da Domne Eafe (come indicato nel testo Caligula A), fu che Domne Eafe guadagnò la quantità di terra desiderata su cui, attorno al 670, una volta rimasta vedova di Merewalh e dopo essere diventata suora benedettina, fece edificare un doppio monastero con una chiesa dedicata a Santa Maria Vergine. La leggenda narra inoltre che, durante la corsa della cerva, Thunor iniziò a lamentarsi al pensiero di quanta terra avrebbero dovuto cedere alla donna, al che la terra si aprì e lo inghiottì.
Domne Eafe mandò sua figlia Mildred a studiare all'abbazia di Chelles, nel regno dei Franchi, sotto la protezione della badessa Wilcoma, dove, tra le altre cose, erano conservate molte reliquie. La badessa però trattò duramente la giovane (tentò perfino di bruciarla viva per aver rifiutato un matrimonio con un proprio congiunto) e questa tornò quindi nel Kent. Al suo arrivo in Inghilterra, nel borgo di Ebbsfleet, Mildred lasciò l'impronta del proprio sandalo su una roccia e proprio in quel punto un giorno verrà costruita una cappella. Mildred divenne quindi una suora benedettina come la madre e si unì a lei nel monastero di Minster-in-Thanet di cui diventò poi, succedendo alla madre, la seconda badessa. Alla sua morte, avvenuta il 13 luglio 734, Mildred fu sepolta nella chiesa di Santa Maria Vergine. Quando nel 741 la badessa che le succedette, Edburga, fece costruire una seconda, più grande, chiesa, poi dedicata ai santi Pietro e Paolo, il suo corpo miracolosamente ancora integro vi fu trasferito e la sua tomba diventò meta di un intenso pellegrinaggio.

### Vite dei santi
Fra le genealogie e i racconti dedicati a Minster-in-Thanet, sono presenti molti dettagli sulle vite e i luoghi di culto di un gran numero di santi anglosassoni, non solo di quelli legati al Kent, che sono comunque la maggior parte, ma anche di quelli provenienti dai regni di Mercia, Anglia orientale e Northumbria. Alcuni dei testi che compongono la raccolta sono specificatamente dedicati a santi che condussero la propria vita fuori dal Kent, come santa Mildburga o santa Werburga, entrambe le quali hanno una propria biografia, in cui gli altri eventi della leggenda sono inclusi con un diverso numero di dettagli.

## I testi
Da quanto riportato nei testi giunti fino a noi, sembra che i precursorsi di tali testi siano stati scritti appena dopo la morte di Mildred, vale a dire alla fine del settimo secolo, tuttavia gli scritti più antichi contenenti la leggenda di cui siamo in possesso risalgono alla metà dell'undicesimo secolo, ed altri sono ancora più recenti. Dai dettagli della leggenda si ritiene, infatti, che essa sia decisamente precedente ai manoscritti in nostro possesso che la riportano, dato che essa contiene episodi, come la fondazione di un monastero in cambio dell'assassinio di due bambini, che sarebbe difficile immaginarsi originari di un testo dell'undicesimo secolo. Rollason nella sua opera nota che la leggenda "era già esistente nel secondo quarto dell'ottavo secolo". Evidenze circostanziali poi, farebbero datare la prima versione della leggenda al periodo in cui l'abbazia era guidata da Edburga.

Come detto, i vari testi differiscono per alcuni dettagli della leggenda poiché appaiono essere stati scritti in modo da meglio adattarsi ai vari bisogni dell'autore o della prospettiva che si voleva mostrare al lettore. Alcuni dei testi che riportano parti sostanziali della leggenda sono:
Historia RegumScritto in latino presso l'abbazia di Ramsey da un monaco chiamato Byrhtferth attorno al 1000. Lo scopo dello scritto era quello di essere una passio della morte dei due principi uccisi le cui spoglie furono traslate nell'abbazia di Ramsey tra il 978 il 992. Il racconto fu poi utilizzato anche nella sezione di apertura di una miscellanea storica posta all'inizio dell'opera del dodicesimo secolo di Simeone di Durham intitolata Historia regum Anglorum et Dacorum. La maggior parte degli scritti posteriori a questo è legata a Canterbury, con un particolare riguardo alla storia di santa Mildred, le cui reliquie furono traslate nel 1031 (secondo altre fonti nel 1055), assieme a quelle di santa Edburga, nell'abbazia di Sant'Agostino, proprio a Canterbury. Essendo questo racconto una trentina d'anni precedente allo spostamento delle spoglie di santa Mildred, esso dà un'ulteriore garanzia sul fatto di poter datare la leggenda ad un'epoca precedente alla creazione del legame tra la santa e Canterbury.
Bodley 285 fos 116-121Scritto anch'esso in latino, è un'opera dei monaci dell'abbazia di Romney databile tra il 1050 e il 1220 ed è oggi conservato nella Biblioteca Bodleiana, a Oxford. Il Bodley 285 (BHL 2641-2) è una collezione di agiografie di cui la Kentish Royal Legend occupa tre sezioni: una Genealogia, in cui si racconta la storia della famiglia reale del Kent, una Relatio, in cui vengono narrate le vicende dell'assassinio di Etelberto ed Etelredo, dell'arrivo di Domne Eafe all'isola di Thanet e del ritorno di Mildred dal Regno dei Franchi, e una Translatio in cui si racconta della traslazione delle spoglie dei due principi da Wakering all'abbazia di Ramsey e dei miracoli nel santuario di Wakering.
Vita St Mildrithae (BHL 5960)Scritto da Gozzelino di San Bertino tra il 1089 e il 1099 per gli agostiniani di Canterbury, questo testo racconta la traslazione delle spoglie di santa Mildred nell'abbazia di sant'Agostino avvenuta nel 1030. Di questo testo sono note sette copie medioevali. Di questa la più antica è il documento Cotton MS Vespasian B xx, fos 143—163v che risale all'inizio del dodicesimo secolo e che include, oltre alla "Vita", anche altri scritti di Gozzelino su Mildred, sugli arcivescovi di Canterbury e sulle bolle papali.
S.Mildryð (Caligula A.xiv fos. 121v-124v)Scritto in inglese antico e risalente alla prima metà dell'undicesimo secolo, questo testo sembra essere precedente alla traslazione delle spoglie di santa Mildred a Canterbury. Una possibilità è che lo scritto sia una copia di un documento più antico ed oggi perso che arrivò a Canterbury da Minster-in-Thanet assieme alle spoglie della santa. Un elemento particolare del Caligula A è che qui si dice che la cerva della leggenda fosse stata addestrata a seguire Domne Eafe che poté così guidare l'animale e ottenere la quantità di terra desiderata che, stando a questo testo, ammontava a 80 hide.

## L'evoluzione dell'enfasi della leggenda
Ci sono almeno quattro momenti chiave nel racconto degli eventi riguardanti l'abbazia di Minster-in-Thanet, e nei vari testi l'enfasi cambia notevolmente a seconda dell'aspetto della storia che si vuole sottolineare.

### Traslazione delle spoglie di Mildred nella nuova chiesa di Minster-in-Thanet, metà dell'ottavo secolo
Il resoconto più antico dell'evento sembra risalire al tempo in cui santa Edburga, terza badessa dell'abbazia, decise lo spostamento dei resti di santa Mildred nella nuova chiesa dei santi Pietro e Paolo. Non ci sono pervenuti testi risalenti a quella data ma sia Hollis che Rollason sostengono che il documento chiamato Caligula A sia stato scritto con l'esatto intento di raccontare la storia dal "punto di vista di Thanet" e che sia probabilmente una copia di uno scritto dell'epoca di santa Edburga. Scritto in inglese antico e di autore e datazione incerti (sebbene sia possibile affermare che è sicuramente posteriore al nono secolo), il testo racconta la fondazione dell'abbazia di Minster-in-Thanet con uno stile sicuramente più vicino a quello di un testo dell'ottavo secolo rispetto a quello degli altri testi giunti sino a noi. I vari eventi sono narrati in modo da creare una cronistoria dell'abbazia che metta in evidenza la legittimità del possesso della terra su cui l'abbazia era stata costruita e i legami della fondatrice, Domne Eafe (poi conosciuta come santa Ermenburga), e di santa Mildred con la famiglia reale merciana (preziosi in un periodo in cui il Kent era sottomesso al regno di Mercia) e in modo da fornire una biografia di santa Mildred che accompagnasse le spoglie della santa nel loro viaggio dalla chiesa di Santa Maria Vergine a quella dei Santi Pietro e Paolo.

### Traslazione delle spoglie dei due principi da Wakering all'abbazia di Ramsey, fine del decimo secolo
Due testi scritti presso l'abbazia di Ramsey da un monaco chiamato Byrhtferth e conosciuti come Historia Regum e Bodley 285 sono forse stati prodotti rispettivamente in preparazione e in conseguenza alla traslazione dei due principi martiri, sant'Etelberto e sant'Etelredo, dal loro primo luogo di sepoltura presso il villaggio di Wakering, nell'Essex sud-orientale, all'abbazia di Ramsey, nell'Huntingdonshire. I due principi erano fratelli di Domne Eafe e tutte le versioni della leggenda concordano nell'indicare l'assassinio dei due giovani come motivo per cui Egberto, loro cugino e re del Kent, concesse la terra su cui fu poi costruito il doppio monastero di Minster-in-Thanet. Tuttavia, il tratto distintivo dei racconti di Byrhtferth è l'enfasi che qui è posta sulla santità e la virtuosità dei due principi in arrivo (o arrivati) a Ramsey. Nei due testi inoltre l'eccezionale lunghezza del percorso compiuto dalla cerva è fatta risalire ad un intervento divino piuttosto che all'intervento di Domne Eafe e la stessa badessa, così come le altre che le succedettero, sono descritte come donne miti e sante, tralasciandone i tratti di intraprendenza e determinazione. Byrhtferth evita poi di descrivere la cessione della terra fatta da Egberto come un guidrigildo, parlando appunto solo di una cessione dovuta alla generosità del re. Tale scelta è probabilmente stata fatta perché una tale modalità di acquisizione di terreno da parte di un ordine monastico non sarebbe stata vista di buon occhio nel decimo secolo.

### Traslazione delle spoglie di Mildred nell'abbazia di Canterbury, prima metà dell'undicesimo secolo
La Vita St Mildrithae, testo scritto da Gozzelino di San Bertino presso l'abbazia di Sant'Agostino a Canterbury tra il 1089 e il 1099, narra in particolar modo della traslazione delle spoglie di santa Mildred dalla chiesa dei Santi Pietro e Paolo, a Minster-in-Thanet, all'abbazia di Canterbury avvenuta nel 1030. A seguito delle invasioni danesi del nono e del decimo secolo, infatti, l'abbazia era stata sgomberata più volte per essere poi del tutto abbandonata nel 1011 e si era in seguito deciso di recuperare e mettere al sicuro le spoglie delle sante Mildred ed Edburga trasportandole a Canterbury. Gozzelino cerca nel suo racconto di venire incontro a quelle che erano le aspettative dei suoi lettori, in primis gli agostianiani, enfatizzando molto il ruolo dell'arcivescovo Teodoro nella fondazione e nell'intitolazione dell'abbazia e nella scelta di santa Mildred come futura badessa (gli altri testi, invece, suggeriscono che Domne Eafe abbia agito, nelle suddette faccende, sempre di propria autorità) ed esaltando molto la virtuosità della santa sepolta a Canterbury. 

### Rivendicazione della prioria di San Gregorio, a Canterbury, del possesso delle reliquie
Fondata a Canterbury nel 1084-5, l'abbazia di San Gregorio iniziò, dal 1087, ad affermare il possesso delle reliquie sia di santa Mildred che di santa Edburga, avendole traslate dall'abbazia di Lyminge. Due anni o tre anni prima, infatti, i monaci dell'abbazia avevano spostato le reliquie di santa Edburga e di un'altra santa sconosciuta da quella abbazia all'abbazia di san Gregorio. Sembra quindi che per attestare che la santa sconosciuta fosse in realtà santa Mildred essi fornirono un testo con un resoconto molto dettagliato della vita di Domne Eafe e della figlia Mildred. La somiglianza di questo testo con altri testi dell'epoca suggerisce che le fonti dei monaci fossero molto affidabili e forse che un testo proveniente da Minster-in-Thanet e finito poi a Lyminge fosse finito nelle loro mani. Tuttavia, Gozzelino, in un documento conosciuto come contra usurpatores, bolla l'affermazione dei gregoriani come fasulla e per farlo descrive come privi di fondamento due diversi documenti prodotti dai gregoriani, documenti che potrebbero essere quelli giunti a noi combinati nel testo conosciuto come testo di Gotha.